# Tsubaki Factory
Tsubaki Factory (jap. つばきファクトリー, dt. „Kamelienfabrik“) ist eine japanische Girlgroup unter dem Hello! Project, welche aus ehemaligen Mitgliedern der Hello! Pro Kenshūsei gegründet wurde. Sie ist die „Schwestergruppe“ von Kobushi Factory. Beide sollen den „Geist Berryz Kobos“ weiterführen, worauf der Zusatz „Factory“ hindeutet (Factory ist Englisch für Werk oder Fabrik, Kōbō aus dem Japanischen lässt sich als Werkstatt übersetzen). Die Gruppe startete mit sechs Mitgliedern und wurde im August 2016 durch Mizuho Ono, Saori Onoda und Mao Akiyama komplettiert. Die Gruppe gewann im Dezember 2017 den Best Newcomer Award bei den 59. Japan Record Awards. 2018 sang sie das Japanische Titellied der Fernsehserie zum DreamWorks-Film Trolls.
Das Jahr 2021 begann mit einer Überraschung: Nachdem Risa Ogata die Gruppe im Dezember nach einem Skandal verlassen hatte, sollten neue Mitglieder beitreten. Am 7. Juli 2021 wurden mit Yūmi Kasai, Shiori Yagi, Marine Fukuda und Runo Yofu die neuen Mitglieder vorgestellt. Die nächste große Veränderung brachte das Jahr 2023, in dem mit Kiki Asakura das Gesicht, mit Riko Yamagishi der Leader und mit Yumeno Kishimoto die Hauptsängerin die Gruppe verließen. Für 2024 kündigte zudem Kisora Niinuma ihre Graduation an.

## Mitglieder
| Name                        | Geburtsdatum       | Alter | Eintrittsdatum  | Mitgliedsfarbe | Mitgliedsfarbe | Sonstiges  |
| --------------------------- | ------------------ | ----- | --------------- | -------------- | -------------- | ---------- |
| Ami Tanimoto (谷本安美)     | 16. November 1999  | 25    | 29. April 2015  |                | Hell-Violett   | Leader     |
| Mizuho Ono (小野瑞歩)       | 29. September 2000 | 24    | 13. August 2016 |                | Smaragdgrün    | Sub-Leader |
| Saori Onoda (小野田紗栞)    | 17. Dezember 2001  | 23    | 13. August 2016 |                | Pink           |            |
| Mao Akiyama (秋山眞緒)      | 29. Juli 2002      | 23    | 13. August 2016 |                | Hell-Rot       |            |
| Yūmi Kasai (河西結心)       | 30. Juli 2003      | 22    | 7. Juli 2021    |                | Violett        |            |
| Marine Fukuda (福田真琳)    | 18. Oktober 2004   | 20    | 7. Juli 2021    |                | Königsblau     |            |
| Runo Yofu (豫風瑠乃)        | 20. Dezember 2007  | 17    | 7. Juli 2021    |                | Senffarben     |            |
| Mihane Ishii (石井泉羽)     | 20. Oktober 2008   | 16    | 7. Februar 2024 |                | Weiß           |            |
| Yuu Murata (村田結生)       | 12. März 2010      | 15    | 7. Februar 2024 |                | Hell-Rosa      |            |
| Fuka Doi (土居楓奏)         | 23. März 2010      | 15    | 7. Februar 2024 |                | Hellgrün       |            |
| Itsuki Nishimura (西村乙輝) | 15. Oktober 2010   | 14    | 16. August 2025 |                | Gelb           |            |

### Ehemalige Mitglieder
- Risa Ogata (小片リサ, * 5. November 1998), verließ die Gruppe freiwillig am 28. Dezember 2020, nachdem ein privater Instagram-Account gefunden wurde, auf dem sie Interna gepostet und sich über andere Mitglieder beschwert hat.[6]
- Riko Yamagishi (山岸理子, * 24. November 1998), verließ die Gruppe nach einem Abschiedskonzert am 6. November 2023.
- Kisora Niinuma (新沼希空, * 20. Oktober 1999), verließ die Gruppe nach einem Abschiedskonzert am 10. Juni 2024.
- Yumeno Kishimoto (岸本ゆめの, * 1. April 2000), verließ die Gruppe nach einem Abschiedskonzert am 6. November 2023.
- Kiki Asakura (岸本ゆめの, * 3. September 2000), verließ die Gruppe nach einem Abschiedskonzert am 2. April 2023.
- Shiori Yagi (八木栞, * 19. September 2003), verließ die Gruppe nach einem Abschiedskonzert am 30. April 2025.

## Diskografie

### Studioalben
| Jahr | Titel        | Höchstplatzierung, Gesamtwochen, AuszeichnungChartsChartplatzierungen (Jahr, Titel, Platzierungen, Wochen, Auszeichnungen, Anmerkungen) | Anmerkungen                                                   |
| Jahr | Titel        | JP | Anmerkungen                                                   |
| ---- | ------------ | --- | ------------------------------------------------------------- |
| 2018 | First Bloom  | JP6 (5 Wo.)JP | Erstveröffentlichung: 14. November 2018 Verkäufe JP: + 18.617 |
| 2021 | 2nd Step     | JP3 (4 Wo.)JP | Erstveröffentlichung: 26. Mai 2021 Verkäufe JP: + 16.582      |
| 2024 | 3rd -Moment- | JP5 (4 Wo.)JP | Erstveröffentlichung: 21. Februar 2024                        |

### Singles
| Jahr | Titel Album | Höchstplatzierung, Gesamtwochen, AuszeichnungChartsChartplatzierungen (Jahr, Titel, Album, Platzierungen, Wochen, Auszeichnungen, Anmerkungen) | Anmerkungen                                                                                                   |
| Jahr | Titel Album | JP | Anmerkungen                                                                                                   |
| ---- | --- | --- | --- |
| 2017 | Hatsukoi Sunrise / Just Try! / Uruwashi no Camellia (初恋サンライズ/Just Try!/うるわしのカメリア) First Bloom                                                                   | JP3 (10 Wo.)JP | Erstveröffentlichung: 22. Februar 2017 Verkäufe JP: + 40.813; Major-Debüt; erste Single mit neuen Mitgliedern |
| 2017 | Shuukatsu Sensation / Waratte / Hana Moyou (就活センセーション／笑って／ハナモヨウ) First Bloom                                                                                 | JP5 (9 Wo.)JP | Erstveröffentlichung: 26. Juli 2017 Verkäufe JP: + 38.522                                                     |
| 2018 | Teion Yakedo / Shunrenka / I Need You ~Yozora no Kanransha~ (低温火傷/春恋歌/I Need You ～夜空の観覧車) First Bloom                                                             | JP2 (7 Wo.)JP | Erstveröffentlichung: 21. Februar 2018 Verkäufe JP: + 73.100                                                  |
| 2018 | Date no Hi wa Nido Kurai Shower Shite Dekaketai / Junjou cm / Kon’ya Dake Ukaretakatta (デートの日は二度くらいシャワーして出かけたい/純情cm/今夜だけ浮かれたかった) First Bloom | JP2 (8 Wo.)JP | Erstveröffentlichung: 18. Juli 2018 Verkäufe JP: + 63.960                                                     |
| 2019 | Sankaime no Date Shinwa / Fuwari, Koi Dokei (三回目のデート神話/ふわり、恋時計) 2nd Step                                                                                        | JP2 (4 Wo.)JP | Erstveröffentlichung: 27. Februar 2019 Verkäufe JP: + 65.984                                                  |
| 2020 | Ishiki Takai Otome no Dilemma / Dakishimerarete Mitai (意識高い乙女のジレンマ/抱きしめられてみたい) 2nd Step                                                                    | JP3 (5 Wo.)JP | Erstveröffentlichung: 15. Januar 2020 Verkäufe JP: + 81.280                                                   |
| 2020 | Dansha-ISM / Ima Nanji? (断捨ISM/イマナンジ？) 2nd Step | JP4 (5 Wo.)JP | Erstveröffentlichung: 30. September 2020 Verkäufe JP: + 37.800; letzte Single mit Risa Ogata                  |
| 2021 | Namida no Heroine Kouban Geki / Garakuta DIAMOND / Yakusoku・Renraku・Kinenbi (涙のヒロイン降板劇/ガラクタDIAMOND/約束・連絡・記念日) 3rd -Moment-                              | JP3 (6 Wo.)JP | Erstveröffentlichung: 17. November 2021 Verkäufe JP: + 62.494; erste Single mit Kasai, Yagi, Fukuda und Yofu  |
| 2022 | Adrenaline Dame / Yowasa ja Naiyo, Koi wa / Idol Tenshoku Ondo (アドレナリン・ダメ/弱さじゃないよ、恋は/アイドル天職音頭) 3rd -Moment-                                          | JP1 Gold · (8 Wo.)JP | Erstveröffentlichung: 29. Juni 2022 Verkäufe JP: + 75.218                                                     |
| 2023 | Machigai ja nai Naitari Shinai / Skip Skip Skip / Kimi to Boku no Kizuna (間違いじゃない 泣いたりしない/スキップ・スキップ・スキップ/君と僕の絆) 3rd -Moment-                   | JP3 Gold · (7 Wo.)JP | Erstveröffentlichung: 22. Februar 2023 Verkäufe JP: + 79.451; letzte Single mit Asakura                       |
| 2023 | Yūki It’s My Life! / Mōsō Dake Nara Freedom / Demo...Ii yo (勇気 It’s my Life！ / 妄想だけならフリーダム / でも…いいよ) 3rd -Moment-                                            | JP2 (7 Wo.)JP | Erstveröffentlichung: 27. September 2023 Verkäufe JP: + 64.625; letzte Single mit Yamagishi und Kishimoto     |
| 2024 | Baby Spider / Seishun Exabyte / Kodou OK? (ベイビースパイダー/青春エクサバイト/鼓動OK？)                                                                                        | JP4 (9 Wo.)JP | Erstveröffentlichung: 28. August 2024 letzte Single mit Niinuma                                               |
| 2025 | My Days for You / Kanashimi ga Tomaranai (My Days for You/悲しみがとまらない)                                                                                                   | JP4 (9 Wo.)JP | Erstveröffentlichung: 4. Juni 2025 letzte Single mit Yagi                                                     |